# Pic de Segalera
El Pic de Segalera és una muntanya de 2.186,4 metres que es troba entre les comunes d'Er i de Llo totes dues a l'Alta Cerdanya, de la Catalunya del Nord.
És a la zona est del terme d'Er i a l'oest del de Llo, al costat nord del Coll i també al nord, més distant, de la Tossa d'Er. En el seu vessant nord-est es troba el Bosc Comunal de Llo.
La Tossa d'Er és un indret present en les rutes d'excursionisme a peu o en bicicleta de muntanya de la zona dels Puigmal.